# Ibn Firnás (cráter)
Ibn Firnás es un cráter de impacto localizado cerca del ecuador lunar, en la cara oculta de la Luna, que recibe su nombre por el precursor de la aeronáutica andalusí Abbás Ibn Firnás. En su extremo sudoccidental entra en contacto con el cráter King. A pocos kilómetros al norte, separado de él por una franja de terreno abrupto, se encuentra el cráter Ostwald.
|  |  |

Es un cráter fuertemente erosionado con pequeños impactos en su borde septentrional y oriental. El cráter-satélite Ibn Firnás L se encuentra a lo largo de la pared interior, hacia el sudeste, y cubre parte del fondo. Por su lado norte, otro pequeño cráter-satélite llamado Ibn Firnás Y atraviesa el borde y cubre una parte de la pared interior. El suelo del fondo es irregular por la región norte y sudoeste, donde su forma ha resultado alterada por los grandes cráteres cercanos. Hay otros pequeños cráteres por el resto del fondo.

## Cráteres satélite

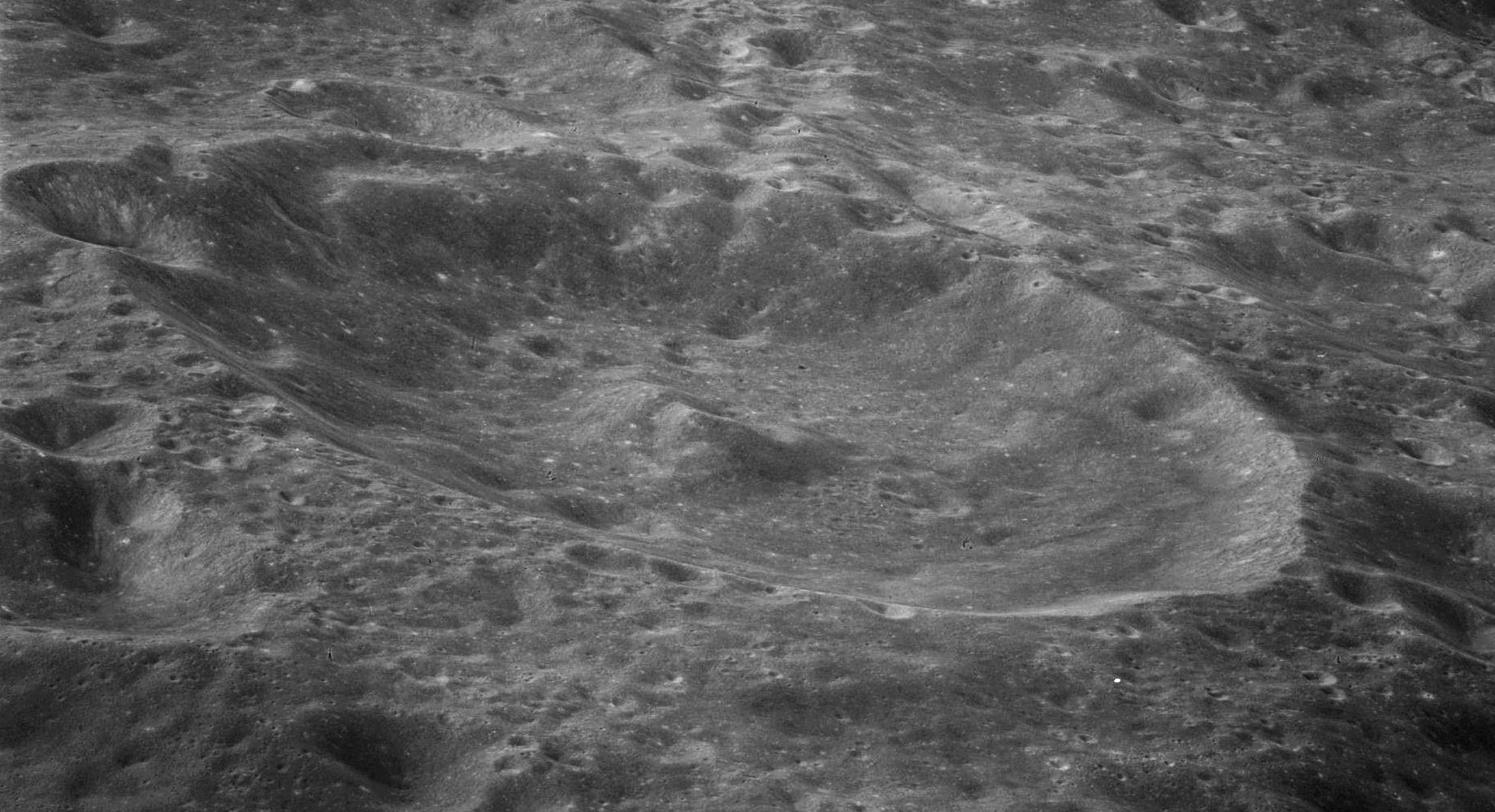
Ibn Firnas E. Fotografía de la misión Apolo 10

Por convención estos elementos son identificados en los mapas lunares poniendo la letra en el lado del punto medio del cráter que está más cerca deno a Ibn Firnas.
|            | \| Ibn Firnas \| Coordenadas \| Diámetro \| \| ---------- \| ---------------------------- \| -------- \| \| E \| 7°30′N 125°30′E / 7.5, 125.5 \| 42 km \| \| L \| 5°54′N 123°00′E / 5.9, 123.0 \| 21 km \| |          |
| Ibn Firnas | Coordenadas | Diámetro |
| E          | 7°30′N 125°30′E / 7.5, 125.5 | 42 km    |
| L          | 5°54′N 123°00′E / 5.9, 123.0 | 21 km    |

## Cráteres cercanos

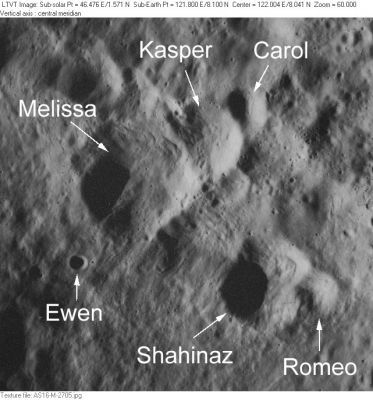
Localización de los cráteres pequeños cercanos

Varios de los pequeños cráteres localizados en el terreno abrupto del borde superior de este cráter han recibido nombre por parte de la Unión Astronómica Internacional. Figuran en las tablas siguientes:
| Cráter  | Coordenadas                  | Diámetro | Origen del Nombre            |
| ------- | ---------------------------- | -------- | ---------------------------- |
| Carol   | 8°30′N 122°18′E / 8.5, 122.3 | 8 km     | Nombre femenino en latín     |
| Ewen    | 7°42′N 121°24′E / 7.7, 121.4 | 3 km     | Nombre masculino en gaélico  |
| Kasper  | 8°18′N 122°06′E / 8.3, 122.1 | 12 km    | Nombre masculino en polaco   |
| Melissa | 8°06′N 121°48′E / 8.1, 121.8 | 18 km    | Nombre femenino en griego    |
| Romeo   | 7°30′N 122°36′E / 7.5, 122.6 | 8 km     | Nombre masculino en italiano |
| Shainaz | 7°30′N 122°24′E / 7.5, 122.4 | 15 km    | Nombre femenino en turco     |

Las ubicaciones de estos cráteres se muestran en los siguientes enlaces de la UAI:
- LTO-65B4 Recht
- LTO-65C1 King